# 首かけイチョウ

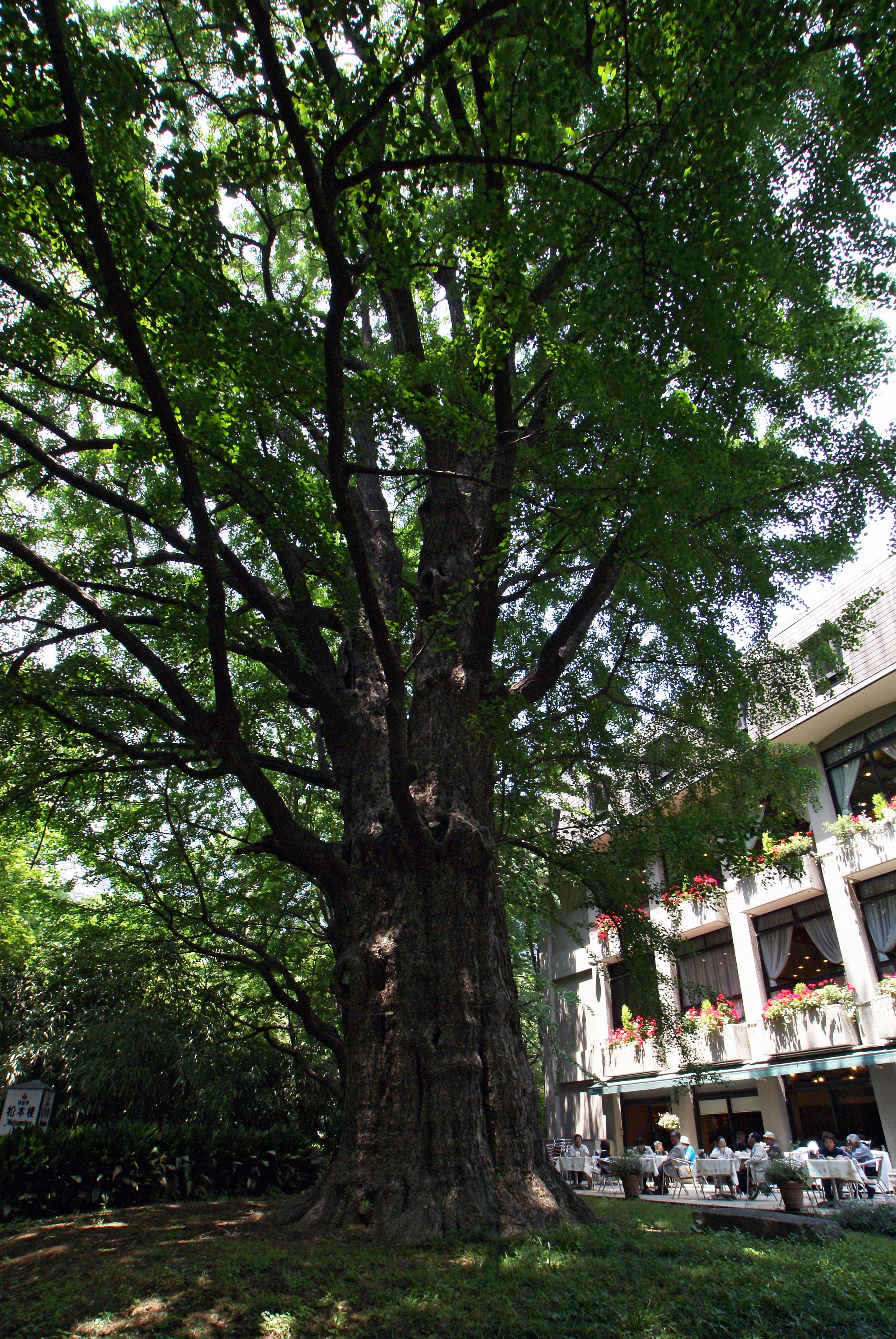
首かけイチョウと松本楼（2007年6月）

首かけイチョウ（くびかけイチョウ）は、東京都千代田区の日比谷公園内に生育するイチョウの巨木である。樹齢は推定で400年以上とされ、かつての生育場所は現在の日比谷交差点付近であった。1901年（明治34年）、日比谷通りの拡幅工事に伴って伐採されようとしていたこの木を、本多静六（日比谷公園の設計者として知られる）が「私の首をかけよう」と強く主張して救ったのがその名の由来である。
1971年（昭和46年）11月19日、すぐそばにあるレストラン「松本楼」が過激派組織が投げた火炎ビンの被害を受けて全焼した際に、この木も類焼して黒焦げになった。それでも翌年春には新芽を吹いて回復の兆しを見せ、火災で受けたダメージから無事に蘇った。日比谷公園内ではもっとも幹周の太い木であり、公園を代表する樹木として人々にも親しまれている。しばしば「首賭けイチョウ」とも表記される。

## 由来
日比谷公園には多くの樹木や四季折々の花々が園内に生育し、都会におけるオアシス的存在として多くの人々が訪れている。公園敷地のほとんどは江戸時代には大名屋敷地で、肥前佐賀藩鍋島家などが8家が屋敷を構えていた場所であった。明治維新によってこの地にあった屋敷は取り払われ、跡地は陸軍の練兵場として使われていた。練兵場は1892年（明治25年）に廃止され、1903年（明治36年）には本多静六の設計によって日本で初めての近代的西洋公園となる日比谷公園が開園した。
「首かけイチョウ」と呼ばれるこの木は、日比谷公園の開園とともにこの地で創業したレストラン「松本楼」のテラス前にそびえ立っている。樹高は約20メートル、幹回りは約6.5メートルを測り、主幹は途中から2本に分かれて多くの枝葉を茂らせている。樹齢は推定で400年以上とされ、徳川家が江戸に本拠地を移した1590年代ごろに植えられたものと推定される。
かつてこの木は、現在の日比谷交差点付近に生育していた。1901年（明治34年）、市区改正設計によって日比谷通りの拡幅工事が実施されることになり、この木は伐採されることになった。すでに払い下げ代金として49円が東京市に納付されていたため、伐採は時間の問題であった。
その挽場に、たまたま出合わせたのが本多静六であった。本多はこの木の窮状を放置しておけず、東京市参事会議長星亨に面会を申し込んだ。本多は伐採中止を強く主張し、移植については自分が引き受けると申し出た。星は本多の主張に対して容易に許可を与えなかったが、本多は「一尺大のハンコを押して保証する」となおも食い下がり、星が「そんなハンコだけでは駄目だ」と返すと本多が「では私の首をかけよう」とまで発言した。
星は本多の主張を受け入れて、この木の伐採を中止させた。そして納付済みの払い下げ代金は返却し、さらに移植費460円を支出して本多に移植を任せた。調査と準備については本多が担当したが、移植を請け負う業者がなかなか見つからなかった。4番目に声をかけた業者が、ようやく仕事を引き受けることになった。業者はまず木の生育場所から移植予定の場所までレールを敷設し、距離にすると約4丁（450メートル）を25日間かけて移動させた。この逸話から、「首かけイチョウ」と呼ばれるようになった。

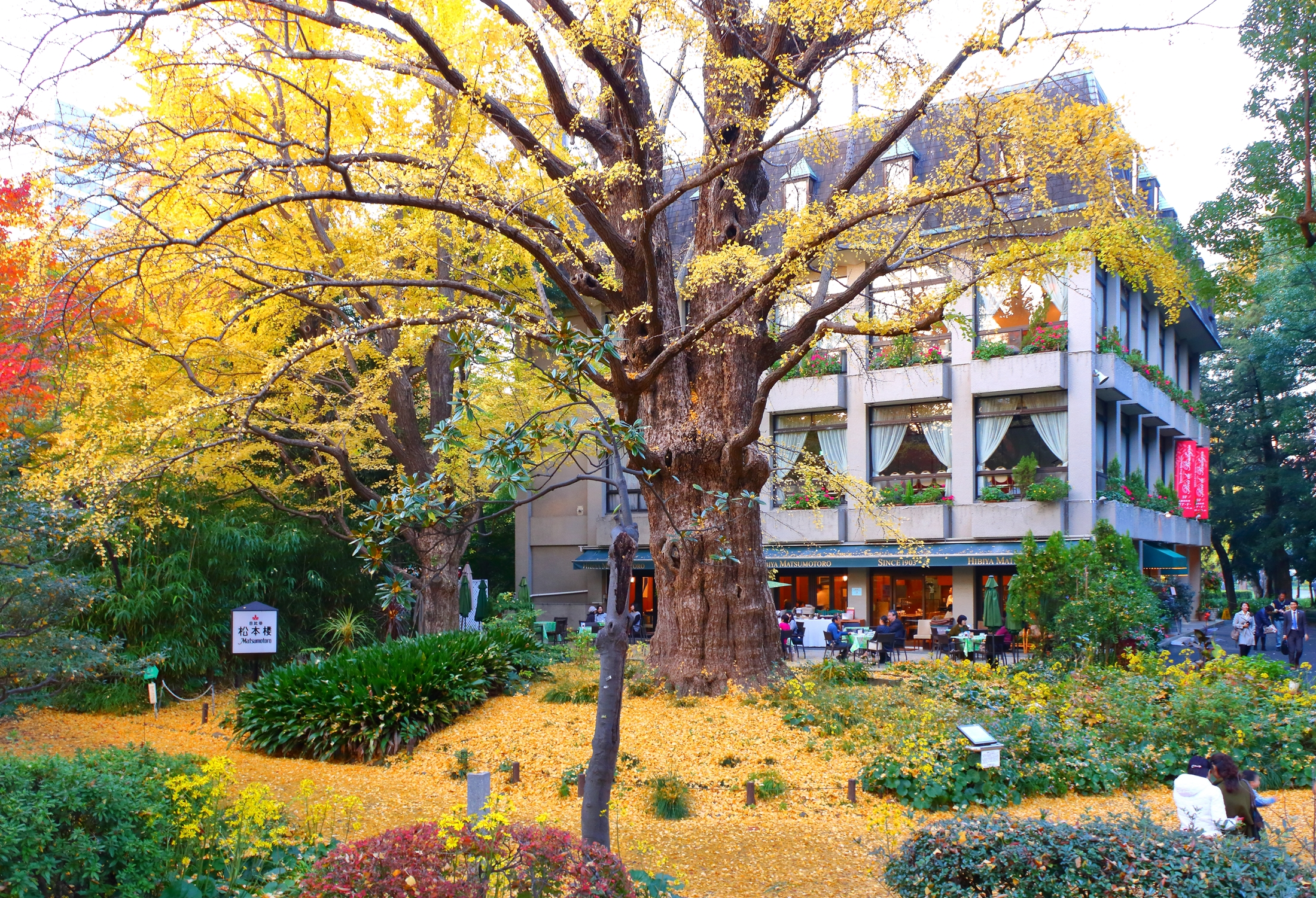
黄葉時の首かけイチョウと松本楼（2016年11月）

その後この木は日比谷公園内に根づき、移植のときの切断に加えて第二次世界大戦時に高射砲の邪魔になるとして切り詰められた主幹も高さを元通り回復するまでに成長した。しかし、1971年（昭和46年）11月19日、沖縄返還協定批准反対全国統一行動にあわせて過激派組織の投げた火炎ビンの被害を受けて松本楼が全焼した際に類焼し、黒焦げ状態に陥った。この木を救うため、火災後すぐに菰巻き・土の入れ替え・堆肥などの措置を講じたところ、イチョウの特性である耐火性を発揮して蘇り、翌年春には新芽を吹き出して生命力の強さを見せた。
この木は2019年（平成31年）の時点では天然記念物等の指定を受けていないが、周囲はよく整備されている。日比谷公園内ではもっとも幹周の太い木であり、公園を代表する樹木として人々にも親しまれている。東京都心での「パワースポット」としても知られ、近くには日比谷公園開園時の面影をよく残すといわれるイチョウ並木も生育している。

## 旧地に関する異説
本多自身の自伝『体験八十五年』によると、第二次世界大戦前まで首かけイチョウの下に次のような内容の立札があったという。
前島康彦も、この木の元の場所について日比谷交差点脇ではなく、旧鍋島邸内だったいう説を記述した。前島はより正確な場所として、旧日比谷門内のつきあたりにあった従二位局（中山大納言邸）の建物を右に回った付近に生育していたという説を紹介し、現在の朝日生命館の角あたりにあったのではないかと推定している。

## 交通アクセス
所在地
- 東京都千代田区日比谷公園1-6

交通
- 東京メトロ丸ノ内線霞ケ関駅から徒歩約3分[1][9]。または東京メトロ日比谷線日比谷駅から徒歩約2分[14]。